# オール・エンズ
オール・エンズ（ALL ENDS）は、スウェーデン・ヨーテボリ出身のオルタナティヴ・メタルバンド。

## ディスコグラフィ
- Wasting Life - Debut EP 2007年
- All Ends - Full-Length 2007年　(日本リリースは2008年)
- All Ends - DVD付デラックス・エディション（限定版） (日本リリースは2008年)
- A Road To Depression 2010年

## プロモーションビデオ
- Still Believe
- Wasting Life
- Walk Away
- Pretty Words
- Apologize
- What Do You Want

## 日本公演
- 2008年10月19日：LOUD PARK08（さいたまスーパーアリーナ）
- 2009年3月4日：大阪・心斎橋CLUB QUATTRO 　（エドガイのスペシャル・ゲストとして出演）
- 2009年3月5日：東京・Shibuya O-EAST　（エドガイのスペシャル・ゲストとして出演）
- 2009年3月6日：東京・Shibuya O-EAST　（エドガイのスペシャル・ゲストとして出演）

### 日本公演セットリスト

#### 2008年
LOUD PARK08（さいたまスーパーアリーナ）
10月19日
1. Still Believe
2. Walk Away
3. Spend My Days
4. Alone
5. Regrets
6. Apologize
7. We Are Through
8. Just A Friend
9. Close My Eyes
10. Pretty Words
11. Wasting Life

#### 2009年
Japan Tour 2009
1. Still Believe
2. Walk Away
3. Spend My days
4. Alone
5. Apologize
6. Regrets
7. We Are Through
8. Just A Friend
9. Close My Eyes
10. What Do You Want
11. Pretty Words
12. Wasting Life

日程によってセットリストが異なっている可能性があります。